# Marcin Brzezicki
Marcin Brzezicki herbu Jastrzębiec (zm. przed 3 sierpnia 1661)– podkomorzy bełski w 1651 roku, pisarz ziemski bełski w latach 1649–1651.
Poseł sejmiku bełskiego na sejm zwyczajny 1652 roku. Był członkiem konfederacji tyszowieckiej 1655 roku.